# Famille Septilici
Pour les articles homonymes, voir Septilici.
 (juillet 2024).
La mise en forme du texte ne suit pas les recommandations de Wikipédia : il faut le « wikifier ».
Les points d'amélioration suivants sont les cas les plus fréquents. Le détail des points à revoir est peut-être précisé sur la page de discussion.
- Les titres sont pré-formatés par le logiciel. Ils ne sont ni en capitales, ni en gras.
- Le texte ne doit pas être écrit en capitales (les noms de famille non plus), ni en gras, ni en italique, ni en « petit »…
- Le gras n'est utilisé que pour surligner le titre de l'article dans l'introduction, une seule fois.
- L'italique est rarement utilisé : mots en langue étrangère, titres d'œuvres, noms de bateaux, etc.
- Les citations ne sont pas en italique mais en corps de texte normal. Elles sont entourées par des guillemets français : « et ».
- Les listes à puces sont à éviter, des paragraphes rédigés étant largement préférés. Les tableaux sont à réserver à la présentation de données structurées (résultats, etc.).
- Les appels de note de bas de page (petits chiffres en exposant, introduits par l'outil «  Source ») sont à placer entre la fin de phrase et le point final[comme ça].
- Les liens internes (vers d'autres articles de Wikipédia) sont à choisir avec parcimonie. Créez des liens vers des articles approfondissant le sujet. Les termes génériques sans rapport avec le sujet sont à éviter, ainsi que les répétitions de liens vers un même terme.
- Les liens externes sont à placer uniquement dans une section « Liens externes », à la fin de l'article. Ces liens sont à choisir avec parcimonie suivant les règles définies. Si un lien sert de source à l'article, son insertion dans le texte est à faire par les notes de bas de page.
- La présentation des références doit suivre les conventions bibliographiques. Il est recommandé d'utiliser les modèles {{Ouvrage}}, {{Chapitre}}, {{Article}}, {{Lien web}} et/ou {{Bibliographie}}. Le mode d'édition visuel peut mettre en forme automatiquement les références.
- Insérer une infobox (cadre d'informations à droite) n'est pas obligatoire pour parachever la mise en page.

Pour une aide détaillée, merci de consulter Aide:Wikification.
Si vous pensez que ces points ont été résolus, vous pouvez retirer ce bandeau et améliorer la mise en forme d'un autre article.
 (juillet 2024).
Famille Septilici (également orthographiée Septilici, Şaptelici, Şeptelici) était une ancienne famille noble  de Bucovine, Moldavie. Connue pour ses contributions à la vie politique, militaire et culturelle de la région, la famille Septilici a joué un rôle important dans l'histoire de la Moldavie, en particulier au cours des périodes médiévales et modernes.

## Histoire
Les origines de la famille Septilici remontent au XVe siècle , lorsqu'ils devinrent influents en tant que grands propriétaires terriens et membres de la noblesse moldave . La première mention documentaire de la famille pourrait être associée à son implication dans l'administration de la principauté et dans les alliances matrimoniales.
La famille Septilici a été mentionnée dans les documents royaux sous le règne d'Étienne le Grand (1457-1504), lorsque la famille a commencé à gagner en reconnaissance et en influence.
La dynastie des Septilici a été érigée en exemple par Dimitrie Cantemir comme l'une des familles de boyards les plus prestigieuses et les plus respectées de Moldavie, jouissant d'une renommée incontestable. Concernant l'antiquité des Septilici, le grand érudit n'a pas commis d'erreur, ainsi que concernant leur noblesse incontestable et leur lignage illustre. Le nom de la tribu fait son apparition dans les documents internes dès le XVIe siècle, à l'époque du règne de Petru Vodă Rareș, où ils occupent une place prépondérante dans la hiérarchie sociale moldave.

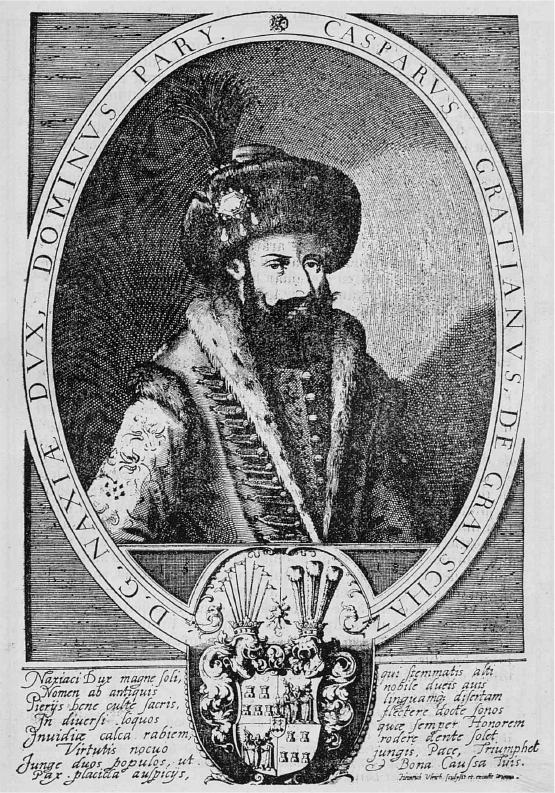
Gaspar Graziani

## L'assassinat du dirigeant
L'un des événements les plus controversés dans lesquels la famille noble a été impliquée est l'assassinat du dirigeant Gașpar Graziani  (souverain de la Moldavie entre 1619 et 1620).
Selon des récits historiques, des membres des familles Septilici et Goia ont comploté contre Graziani en raison de sa politique périlleuse et de ses tendances dictatoriales. Ils voyaient dans son élimination un moyen d'empêcher une éventuelle invasion ottomane et de rétablir l'ordre dans la principauté.

## Contributions culturelles et religieuses
Les apports religieux de la famille Septilici comprenaient le financement et la construction de temples et de monastères, le soutien aux activités liturgiques et aux cérémonies religieuses, ainsi que le patronage de l'éducation religieuse. Les membres de la famille ont apporté leur soutien aux institutions d'enseignement religieux et ont fourni un soutien matériel et financier aux monastères et aux églises orthodoxes. Ces apports ont eu un impact considérable sur la vie religieuse et culturelle de la Moldavie médiévale.

## Héraldique

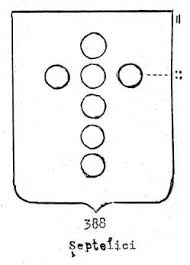
Armoiries Septilici

Le choix de la couleur de fond rouge répond à une triple logique. Premièrement, il s'agit de l'émail héraldique attesté pour le fond des armoiries de la famille Septilici. Deuxièmement, le rouge est la couleur royale et dénote le fait que Septilici fut pendant une courte période dans la propriété royale.